# 5 cm leGrW 36
5 cm leGrW 36（leichter Granatwerfer 36）はドイツ製の軽迫撃砲である。

## 概要
1934年からラインメタル社によって開発され、1936年にドイツ国防軍に採用された。
第二次世界大戦初期におけるドイツ国防軍の一般的な分隊支援用軽迫撃砲で、一個歩兵連隊に27門が配備されていた。しかし短射程（最大520メートル）・低威力（砲弾重量900グラム）でありながら、台座に組み込まれた旋回機構や望遠式照準器など、能力に対して設計が凝りすぎており、さまざまなトラブルを引き起こしたため、前線における評価は良くなかった。着弾を見ながら照準を修正する他国の簡易な小型迫撃砲に比べ複雑高価で、また砲身と底板を分離できたとはいえ、威力の割に重すぎた。1938年には望遠照準器は廃止され、砲身に書かれた照準線を使用するよう変更されている。
砲身は床板に取り付けられており、底板を地面に据えてから、砲身後端のクレードル軸が水平になるよう水準器を見ながら調節する必要があった。方向角度はダイヤル式の調整器によって左右される。高低角度は砲身の支柱を起倒することで何段階かに上下でき、ダイヤル式の調整器で微調整される。砲弾は砲口より装填され、発射に際してはトリガーレバーを引く。砲弾は榴弾のみが使用された。通常2～3名の兵員で運用される。
1942年以降は第一線を退き、二線部隊や予備部隊の装備となった。また1943年からはKz 8cm GrW 42 短迫撃砲と入れ替えられた。最終的な生産数は25,842門であった。